# Sterling City
Sterling City település az Amerikai Egyesült Államok Texas államában, Sterling megyében, melynek megyeszékhelye is. Lakosainak száma 1121 fő (2020. április 1.).

## Népesség
A település népességének változása:

| 2010 | 888   |
| 2020 | 1 121 |